# Micrognathus micronotopterus
Micrognathus micronotopterus är en fiskart som först beskrevs av Fowler 1938.  Micrognathus micronotopterus ingår i släktet Micrognathus och familjen kantnålsfiskar. Inga underarter finns listade i Catalogue of Life.